# Campeonato da Europa de Atletismo de 2022 - Revezamento 4x100 m feminino
A prova dos 4 x 100 metros estafetas feminino do Campeonato da Europa de Atletismo de 2022 foi disputada entre os dias 19 a 21 de agosto de 2022, no Estádio Olímpico de Munique, em Munique na Alemanha.

## Recordes
Antes desta competição, os recordes mundiais e do campeonato nesta prova eram os seguintes:
|                       | Nome                                                           | Nacionalidade     | Tempo  | Local    | Data                  |
| --------------------- | -------------------------------------------------------------- | ----------------- | ------ | -------- | --------------------- |
| Recorde mundial       | (Tianna Madison, Allyson Felix Bianca Knight, Carmelita Jeter) | Estados Unidos    | 40s 82 | Londres  | 10 de agosto de 2012  |
| Recorde europeu       | (Silke Gladisch, Sabine Rieger Ingrid Auerswald, Marlies Göhr) | Alemanha Oriental | 41s 37 | Camberra | 6 de outubro de 1985  |
| Recorde do campeonato | (Silke Möller, Katrin Krabbe Kerstin Behrendt, Sabine Günther) | Alemanha Oriental | 41s 68 | Split    | 1 de setembro de 1990 |

## Medalhistas
| Ouro | Prata | Bronze                                                                                   |
| Reino Unido · Alexandra Burghardt · Lisa Mayer · Gina Lückenkemper · Rebekka Haase · Jessica-Bianca Wessolly* | Polónia · Pia Skrzyszowska · Anna Kiełbasińska · Marika Popowicz-Drapała · Ewa Swoboda · Magdalena Stefanowicz* · Martyna Kotwiła* | Itália · Zaynab Dosso · Dalia Kaddari · Anna Bongiorni · Alessia Pavese · Gloria Hooper* |

* Indica que o atleta só competiu nas baterias e recebeu medalhas.

## Cronograma
Todos os horários são locais (UTC+2).
| Data         | Hora  | Evento  |
| ------------ | ----- | ------- |
| 19 de agosto | 10:25 | Bateria |
| 21 de agosto | 21:22 | Final   |

## Resultados

### Bateria
Qualificação: 3 atletas de cada bateria (Q) mais os 2 melhores qualificados (q). 
| Posição | Bateria | Raia | Nacionalidade | Atletas | Tempo | Notas                |
| ------- | ------- | ---- | ------------- | --- | ----- | -------------------- |
| 1       | 1       | 6    | Reino Unido   | Asha Philip, Imani-Lara Lansiquot, Bianca Williams, Ashleigh Nelson                                          | 42.83 | Q                    |
| 2       | 1       | 4    | Espanha       | Sonia Molina-Prados, Jaël Bestué, Paula Sevilla, María Isabel Pérez                                          | 42.95 | Q                    |
| 3       | 2       | 8    | França        | Floriane Gnafoua, Gémima Joseph, Helene Parisot, Mallory Leconte                                             | 43.24 | Q,                   |
| 4       | 1       | 2    | Itália        | Zaynab Dosso, Gloria Hooper, Anna Bongiorni, Alessia Pavese                                                  | 43.28 | Q                    |
| 5       | 2       | 4    | Alemanha      | Alexandra Burghardt, Lisa Mayer, Jessica-Bianca Wessolly, Rebekka Haase                                      | 43.33 | Q                    |
| 6       | 2       | 7    | Polónia       | Magdalena Stefanowicz, Martyna Kotwiła, Marika Popowicz-Drapała, Ewa Swoboda                                 | 43.49 | Q                    |
| 7       | 1       | 7    | Bélgica       | Elise Mehuys, Delphine Nkansa, Rani Vincke, Rani Rosius                                                      | 43.58 | q,                   |
| 8       | 2       | 2    | Países Baixos | N'Ketia Seedo, Zoë Sedney, Minke Bisschops, Naomi Sedney                                                     | 43.75 | q                    |
| 9       | 2       | 1    | Suíça         | Géraldine Frey, Ajla del Ponte, Salomé Kora, Melissa Gutschmidt                                              | 43.93 |                      |
| 10      | 1       | 8    | Suécia        | Julia Henriksson, Daniella Busk, Filippa Sivnert, Elvira Tanderud                                            | 44.10 |                      |
| 11      | 2       | 6    | Hungria       | Anna Luca Kocsis, Jusztina Csóti, Boglárka Takács, Anna Tóth                                                 | 44.19 | Recorde da temporada |
| 12      | 1       | 5    | Dinamarca     | Mette Graversgaard, Mathilde Kramer, Emma Beiter Bomme, Astrid Glenner-Frandsen                              | 44.20 |                      |
| 13      | 1       | 1    | Grécia        | Styliani-Alexandra Michailidou, Elisavet Pesiridou, Artemis Melina Anastasiou, Rafailía Spanoudaki-Hatziriga | 44.58 |                      |
| 14      | 2       | 3    | Finlândia     | Johanna Kylmänen, Aino Pulkkinen, Anniina Kortetmaa, Anna Pursiainen                                         | 44.73 |                      |
| 15      | 2       | 5    | Chéquia       | Eva Kubíčková, Tereza Lamačová, Natálie Kožuškaničová, Johana Kaiserová                                      | DNF   | DNF                  |
| 16      | 1       | 3    | Áustria       | Viktoria Willhuber, Susanne Walli, Magdalena Lindner, Lena Pressler                                          | DSQ   | TR24.7               |

### Final
A final ocorreu no dia 21 de agosto às 21:22.
| Posição           | Raia | Atletas       | Nacionalidade                                                             | Tempo | Notas                |
| ----------------- | ---- | ------------- | ------------------------------------------------------------------------- | ----- | -------------------- |
| Medalha de ouro   | 3    | Alemanha      | Alexandra Burghardt, Lisa Mayer, Gina Lückenkemper, Rebekka Haase         | 42.34 |                      |
| Medalha de prata  | 8    | Polónia       | Pia Skrzyszowska, Anna Kiełbasińska, Marika Popowicz-Drapała, Ewa Swoboda | 42.61 | Recorde nacional     |
| Medalha de bronze | 7    | Itália        | Zaynab Dosso, Dalia Kaddari, Anna Bongiorni, Alessia Pavese               | 42.84 |                      |
| 4                 | 6    | Espanha       | Sonia Molina-Prados, Jaël Bestué, Paula Sevilla, María Isabel Pérez       | 43.03 |                      |
| 5                 | 1    | Países Baixos | N'Ketia Seedo, Zoë Sedney, Jamile Samuel, Naomi Sedney                    | 43.03 | Recorde da temporada |
| 6                 | 2    | Bélgica       | Elise Mehuys, Delphine Nkansa, Rani Vincke, Rani Rosius                   | 43.98 |                      |
| 7                 | 5    | França        | Floriane Gnafoua, Gémima Joseph, Helene Parisot, Mallory Leconte          | DNF   | DNF                  |
| 7                 | 4    | Reino Unido   | Asha Philip, Imani-Lara Lansiquot, Ashleigh Nelson, Dina Asher-Smith      | DNF   | DNF                  |

Legenda
| Recorde mundial       | Recorde mundial (World record)               |                       | Recorde africano                      | Recorde africano (African) |                                           | Q | Classificado por posição (Qualified) |
| Recorde do campeonato | Recorde do campeonato (Championship record)  | Recorde da América    | Recorde da América (Americas)         | q                          | Classificado por melhor tempo (Qualified) |   |                                      |
| Melhor marca do ano   | Melhor marca do ano (World leading)          | Recorde asiático      | Recorde asiático (Asian)              | DNS                        | Não largou (Did not start)                |   |                                      |
| Recorde nacional      | Recorde nacional (National record)           | Recorde europeu       | Recorde europeu (European)            | DNF                        | Não terminou (Did not finish)             |   |                                      |
| Recorde pessoal       | Recorde pessoal do atleta (Personal best)    | Recorde da Oceania    | Recorde da Oceania (Oceania)          | DSQ / DQ                   | Desclassificado (Disqualified)            |   |                                      |
| Recorde da temporada  | Recorde da temporada do atleta (Season best) | Recorde sul-americano | Recorde sul-americano (South America) | NM                         | Sem marca (No mark)                       |   |                                      |